# Xã Elyria, Quận Valley, Nebraska
Xã Elyria (tiếng Anh: Elyria Township) là một xã thuộc quận Valley, tiểu bang Nebraska, Hoa Kỳ. Năm 2010, dân số của xã này là 176 người.